# Gypinae
I Gipini (Gypinae Blyth, 1851) sono una sottofamiglia di uccelli della famiglia degli Accipitridi che raggruppa 13 specie di avvoltoi del Vecchio Mondo. La sottofamiglia, fino a poco tempo fa, prendeva il nome di Egipini (Aegypinae), ma è stata ribattezzata Gipini ai fini del principio di priorità tassonomica.

## Tassonomia
Gli avvoltoi del Vecchio Mondo non presentano rapporti filogenetici con gli avvoltoi del Nuovo Mondo o Catartidi, ma secondo la più moderna sistematica vengono inclusi nella famiglia degli Accipitridi. Questi uccelli erano già presenti in Europa e nel Nordamerica fin dal Miocene (cioè circa 20 milioni di anni fa): nel continente nordamericano, ove ne furono ritrovate otto specie, essi tuttavia scomparvero e furono sostituiti dai predecessori degli odierni Catartidi, dall'aspetto assai simile a quello dell'urubù. Il genere Neogyps, ora estinto, presentava una notevole affinità con gli odierni avvoltoi calvi, e forse deve essere considerato una delle forme capostipiti della sottofamiglia dei Gipini. I generi Torgos e Gyps comparvero nel Pleistocene (cioè da un milione e mezzo a ventimila anni fa). L'imponente avvoltoio di Malta (Gyps melitensis), ad esempio, aveva dimensioni assai superiori a quelle dell'attuale avvoltoio monaco. La sottofamiglia dei Gipini viene suddivisa in 6 generi, comprendenti complessivamente 13 specie:
- Genere Necrosyrtes Gloger, 1841
  - Necrosyrtes monachus (Temminck, 1823) - capovaccaio pileato.
- Genere Gyps Savigny, 1809
  - Gyps africanus Salvadori, 1865 - grifone africano;
  - Gyps bengalensis (J. F. Gmelin, 1788) - grifone del Bengala;
  - Gyps indicus (Scopoli, 1786) - grifone indiano;
  - Gyps tenuirostris G. R. Gray, 1844 - grifone beccosottile;
  - Gyps rueppelli (A. E. Brehm, 1852) - grifone di Rüppell;
  - Gyps himalayensis Hume, 1869 - grifone dell'Himalaya;
  - Gyps fulvus (Hablizl, 1783) - grifone eurasiatico;
  - Gyps coprotheres (J. R. Forster, 1798) - grifone del Capo.
- Genere Sarcogyps Lesson, 1842
  - Sarcogyps calvus (Scopoli, 1786) - avvoltoio calvo.
- Genere Trigonoceps Lesson, 1842
  - Trigonoceps occipitalis (Burchell, 1824) - avvoltoio testabianca.
- Genere Aegypius Savigny, 1809
  - Aegypius monachus (Linnaeus, 1766) - avvoltoio monaco.
- Genere Torgos Kaup, 1828
  - Torgos tracheliotos (J. R. Forster, 1796) - avvoltoio orecchiuto.

In passato a essi venivano aggiunti anche l'avvoltoio delle palme (Gypohierax angolensis), l'avvoltoio barbuto (Gypaetus barbatus) e il capovaccaio (Neophron percnopterus), attualmente inseriti, assieme alle due specie del genere Polyboroides, nella sottofamiglia dei Gipetini.

## Descrizione
Il gruppo dei Gipini è uno dei gruppi più omogenei dell'ordine degli Accipitriformi e presenta una notevole specializzazione alimentare: la dieta è composta quasi esclusivamente di animali morti, scoperti grazie alla loro vista eccezionale. Sono uccelli di grandi dimensioni, che raggiungono a volte due metri e settanta di apertura alare e sette chili di peso. Abitano nelle zone più calde dell'Europa, nella maggior parte dell'Africa e nelle aride distese asiatiche. Il becco, lungo almeno altrettanto quanto la testa, è robustissimo e lacera con facilità la dura pelle del cadavere dei grossi animali. Il collo e la testa sono privi di piume, il che facilita la loro pulizia. Gli artigli, poco sviluppati, sono quasi inutili alla prensione, per contro questi uccelli sono dei discreti camminatori. Le ali invece, straordinariamente sviluppate, larghe e di solito molto arrotondate, sono perfettamente adatte al volo planato tipico di questi uccelli, che sono capaci di librarsi per ore intere in aria senza movimento percettibile delle ali.